# Garvan (distrikt)
Garvan (bulgariska: Гарван) är ett distrikt i Bulgarien.   Det ligger i kommunen Obsjtina Sitovo och regionen Silistra, i den nordöstra delen av landet, 300 km nordost om huvudstaden Sofia.
Trakten runt Garvan består till största delen av jordbruksmark. Runt Garvan är det ganska glesbefolkat, med 24 invånare per kvadratkilometer.